# 伊萬尼夫卡 (皮德沃洛奇斯克市鎮)
49°26′11″N 26°8′38″E / 49.43639°N 26.14389°E

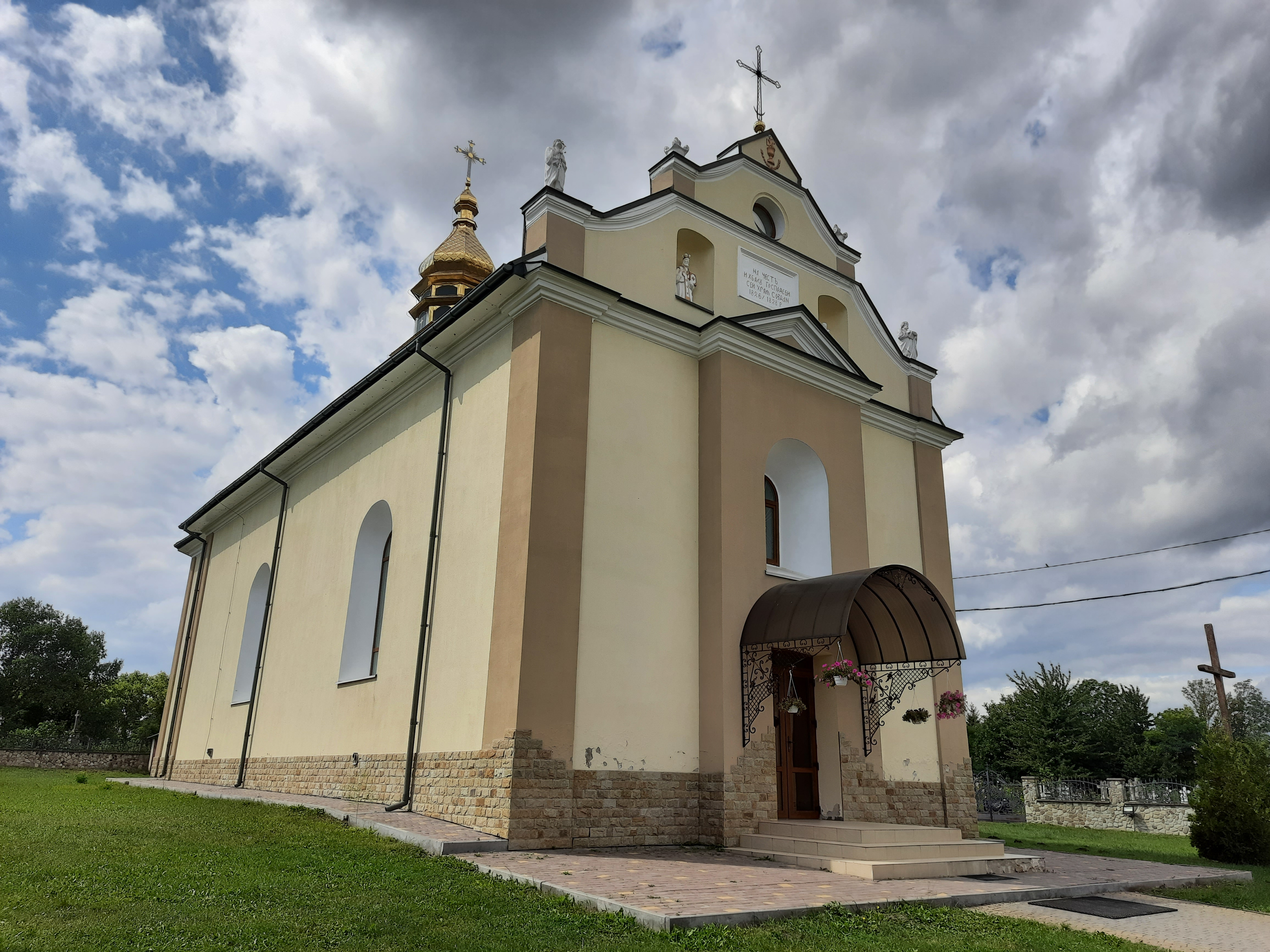
当地教堂

伊萬尼夫卡（烏克蘭語：Іванівка）是位於烏克蘭西部的村莊，由捷爾諾波爾州捷爾諾波爾區的皮德沃洛奇斯克市鎮負責管轄。該村始建於1569年，面積4平方公里，2001年人口1,166，人口密度每平方公里291.4人。